# Jim Norris
James Leo Norris, detto Jim (Salt Lake City, 7 luglio 1930 – Jackson, 3 giugno 2021), è stato un pallanuotista statunitense, che ha disputato il torneo di pallanuoto ai Giochi di Helsinki 1952.
Sempre nella pallanuoto, ha vinto 1 bronzo ai I Giochi panamericani.